# Glaphyrinae
De Glaphyrinae zijn een onderfamilie van kevers uit de familie van de Glaphyridae. De wetenschappelijke naam voor deze onderfamilie is voor het eerst voorgesteld door William Sharp Macleay in een publicatie uit 1819.